# تیزی نبشار
تیزی نبشار (به عربی: تیزی نبشار) یک شهرداری در الجزایر است که در استان سطیف واقع شده‌است.